# Retroenllaç
En informàtica el retroenllaç (en anglès trackback) és un enllaç que permet accedir a un article d'un altre web, des d'on s'ha creat un enllaç cap al primer article. Es fan servir sovint en els blogs. D'aquesta manera l'autor avisa l'altre blog que cita un dels seus articles.
És la continuació d'un determinat article d'una altra persona, però que deixa constància que ho fa a l'article primer, mitjançant un enllaç entre ambdós. Els trackbacks a un article se solen trobar al peu d'aquest, més o menys al lloc on apareixen els comentaris en un apartat separat.
Si un blog admet retroenllaços vol dir que és capaç de rebre avisos d'altres blogs de forma que els dos articles d'ambdós blogs (el citat i el «citador») queden relacionats entre si. Fa menester una programació particular i no tots els blogs accepten retroenllaços.